# Lopharcha deliqua
Lopharcha deliqua es una especie de polilla de la familia Tortricidae. Se encuentra en Papúa Nueva Guinea.